# Tử vi đẩu số
Tử Vi, hay Tử vi đẩu số (tiếng Trung: 紫微斗數) là một hình thức bói toán trong văn hóa Trung Quốc nói riêng và văn hóa Á Đông nói chung. Nghiên cứu về mệnh số (tiếng Trung: 命學; bính âm: mìng xué) là một trong năm nghệ thuật của siêu hình học Trung Quốc. Cùng với Bát tự, tử vi đẩu số cũng là một trong những phương pháp bói nổi tiếng nhất được sử dụng trong ngành nghiên cứu này. Giống như chiêm tinh học của phương Tây, tử vi đẩu số sử dụng vị trí của vũ trụ vào thời điểm sinh của một người để đưa ra quyết định về tính cách, sự nghiệp và triển vọng hôn nhân, v.v.

## Chú giải
1. ↑  Lâm Canh Phàm, 林庚凡. (2009). 图解道教天文历算学:紫微斗数 (bằng tiếng Trung) (ấn bản thứ 1). Tây An: Nhà xuất bản Đại học Sư phạm Thiểm Tây. ISBN 9787561343692. OCLC 437255369.